# Flourish // Perish
Flourish // Perish — второй студийный альбом канадской арт-рок группы Braids, изданный 20 августа 2013 года на лейблах Arbutus Records, Full Time Hobby и Flemish Eye. Альбом получил широкое одобрение и положительные отзывы музыкальной критики и интернет-изданий.

## История
Работа над альбомом началась в 2011 году, когда группа представила неизданные новые песни во время тура в поддержку своего первого альбома Native Speaker. Некоторые из песен, прозвучавших во время тура, — «Victoria» и «In Kind» — были включены в альбом Flourish // Perish. Третья песня, «Deep Running», была выпущена бесплатно на YouTube 28 апреля 2014 года. Группа потратила большую часть 2012 года на запись альбома в гараже группы в Монреале (который они переоборудовали в студию звукозаписи) и в Centre Phi. Клавишница Кэти Ли покинула группу в неустановленный момент в течение года, хотя она активно участвовала в записи альбома.
Группа обсудила направление альбома в мае 2012 года, намекнув, что он будет основан на электронике. Изменение звучания было вызвано недовольством группы ограничениями, связанными с гитарами и акустическими ударными. В апреле 2013 года Рафаэль Стэнделл-Престон сообщил, что группа отказалась от гитар и что заключительный трек «In Kind» (исполненный вживую с гитарами во время тура Native Speaker) был единственной песней на альбоме, в которой использовался этот инструмент. Большая часть работы над песнями проходила на компьютере, и в отличие от записи Native Speaker, группа «приняла более эмоциональную сторону вещей, а не пыталась быть супер технически искусной».
Группа решила отказаться от живых записей и записывала песни последовательно, отдельно накладывая инструментальные партии. Группа написала от 13 до 14 песен и рассматривала возможность выпуска материала в виде двух EP, прежде чем согласилась выпустить 10-трековый альбом. Микширование было завершено в январе 2013 года, а мастеринг был выполнен Харрисом Ньюманом в Grey Market Mastering в феврале. Название альбома и трек-лист были объявлены в мае 2013 года. Альбом был предварен EP In Kind // Amends, выпущенным 11 июня 2013 года.
Группа считает период работы над Flourish // Perish периодом борьбы. Остин Тафтс отметил в апреле 2015 года, что «весь процесс был борьбой с самого начала. Мы начали писать его с четырьмя людьми, в итоге расстались с Кэти — все это было борьбой. Научиться играть эти песни вживую — тоже было непросто. Гастролировать с этими песнями и пытаться привнести какую-то живую энергию в запись, которая была создана, по большей части, исключительно с помощью компьютера, тремя людьми». Группа также чувствовала себя «ограниченной» из-за использования компьютеров и записи в условиях своего гаража в Монреале.

## Обложка
Дизайнер Марк Риммер создал обложку альбома — парящую черную сферу. Группа объяснила, что в новой музыке не хватает цвета, и что суровое изображение «отражает зависимость альбома от технологий и эксперименты с ними». Оформление было номинировано на премию «Лучший художественный винил 2013 года».

## Отзывы
| Оценки критиков      | Оценки критиков |
| Источник             | Оценка |
| -------------------- | --- |
| Allmusic             | [ 1 ] |
| Clash                | [ 18 ] |
| Consequence of Sound | [ 19 ] |
| Drowned in Sound     | [ 20 ] |
| Exclaim!             | [ 21 ] |
| musicOMH             | [ 22 ] |
| New Musical Express  | [ 23 ] |
| Now                  | [ 24 ] |
| Paste                | [ 25 ] |
| Pitchfork            | 7.1/10 |
| PopMatters           | [ 27 ] |
| Q                    | 6 из 10 звёзд · 6 из 10 звёзд · 6 из 10 звёзд · 6 из 10 звёзд · 6 из 10 звёзд · 6 из 10 звёзд · 6 из 10 звёзд · 6 из 10 звёзд · 6 из 10 звёзд · 6 из 10 звёзд |
| Slant Magazine       | [ 28 ] |
| Spin                 | [ 29 ] |
| This Is Fake DIY     | [ 30 ] |
| Under the Radar      | [ 31 ] |

Альбом получил положительные отзывы музыкальной критики и интернет-изданий. Агрегационный сайт AnyDecentMusic? поставил альбому оценку 7,6 на основе 16 профессиональных рецензий.
Хизер Фарес из AllMusic отметил в рецензии, что (несмотря на уход ведущей гитаристки, вокалистки и клавишницы группы Katie Lee) «Иногда некоторые вещи должны погибнуть, чтобы другие расцвели, и эти новые песни показывают, что Стэнделл-Престон, Смит и Тафтс превратились в группу, которая может не просто выжить, но и процветать перед лицом трудных времен».
Джон Калверт из New Musical Express отметил в рецензии, что «… несмотря на то, что Braids — относительные новички в этой [синтвейв-]технологии, они умеют работать с деталями и сдержанными аранжировками. Их второй альбом ласкает слух шифоновыми текстурами, сложными, но элегантными барабанными паттернами и множеством изысканных приемов (манипуляции с вокалом Рафаэль Стэнделл-Престон, похожей на пикси, просто восхитительны). Временами тонкость переходит в тупость, но в целом это мастер-класс сдержанной красоты».
Маркус Дж. Мур из Drowned in Sound назвал альбом великолепной сюрреалистической записью и написал в отзыве, что «На протяжении почти часа альбом медленно раскрывается через спорадические электронные всплески и энергичные бас-барабаны. Он начинается скромно и струится из колонок, завораживая, спокойно увлекая вас в свое обволакивающее сияние». Мур подытожил словами: «Braids прочно обосновались в сверхъестественном, их гипнотический микс — это висцеральный саундтрек для пространства между фантазией и реальностью».

## Список композиций
| №   | Название   | Длительность |
| --- | ---------- | ------------ |
| 1.  | «Victoria» | 3:55         |
| 2.  | «Fruend»   | 4:49         |
| 3.  | «December» | 4:44         |
| 4.  | «Hossak»   | 3:16         |
| 5.  | «Girl»     | 2:55         |
| 6.  | «Together» | 8:18         |
| 7.  | «Ebben»    | 5:56         |
| 8.  | «Amends»   | 6:04         |
| 9.  | «Juniper»  | 6:27         |
| 10. | «In Kind»  | 7:49         |